# Chiesa di Santa Maria (Asola)
Chiamata anche Chiesa dei Disciplini Rossi o in Betlemme, la chiesa di Santa Maria del Lago è un edificio religioso di Asola bassa nel rione Santa Maria, in Via Nazario Sauro, al tempo delle piene del fiume Chiese sede di acquitrini e ranocchi (Via Cantarane e l'intitolazione al Lago ne sono un ricordo).

## Storia
La costruzione risale al 1570 e terminò nel 1585, come si legge nella lapide murata sulla facciata, subendo nel tempo vari rimaneggiamenti che hanno interessato soprattutto le parti decorative.
Sorge sui resti di una più antica cappella dedicata a Santa Maria, molto venerata già agli inizi del Cinquecento.
La facciata ha ritrovato grazie a un recente restauro le vigorose linee originali, mentre l'interno, a navata unica con soffitto a botte affrescato e altari laterali, è stato rimaneggiato secondo il gusto barocco con una vivace decorazione a stucchi e affreschi.

## Interno
Nell'altare maggiore spicca la pala con l'Assunzione della Vergine, tela a olio dipinta da Orazio Lamberti (1552-1612), originario di Cento di Ferrara, che visse a lungo ad Asola, operando anche a Mantova e Cremona.

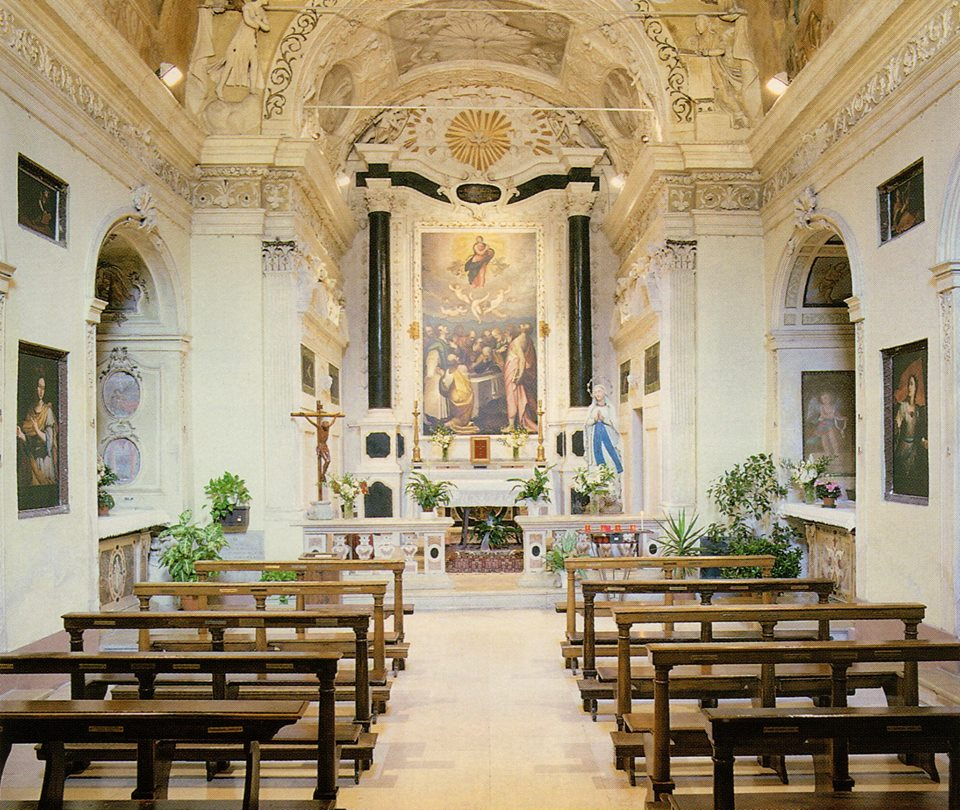
Asola - Chiesa Santa Maria del Lago (interno)

Il primo altare che si trova entrando, alla parete sinistra, è stato realizzato dalla scuola dei Disciplini Rossi e riunisce nel quadro le figure care alla spiritualità della scuola: la Trinità, Sant'Ambrogio e San Carlo Borromeo. Interessante la presenza nel paliotto di due bassorilievi rappresentanti i disciplini in preghiera, rispettivamente un confratello e una consorella, che attesta come l'appartenenza a questa confraternita fosse permessa anche alle donne.
Ai lati dell'altare si osservano rilievi a stucco con episodi della vita di San Carlo Borromeo: un momento in cui il Santo elargisce elemosine e l'archibugiata del 1569 che lo colpì lasciandolo illeso.
Di notevole interesse è pure la decorazione della volta, dove in spazi rettangolari sono affrescate scene di vita di Maria e al centro si osserva L'incoronazione di Maria Regina del cielo e della terra nella gloria degli angeli.
Ogni anno, il 5 agosto, vi si festeggia la sagra di Santa Maria, la Madonna della Neve.